# Dokimasia
En la Antigua Grecia, Dokimasia (en griego: δοκιμασία) era el nombre utilizado para designar el proceso  jurisdiccional que se llevaba a cabo en Atenas con el fin de determinar la capacidad de los ciudadanos para el ejercicio de derechos y deberes públicos. 
Todos los funcionarios, incluso los miembros de la Boulé, tenían que someterse a un examen antes de ejercer su cargo. El propósito no era dilucidar su capacidad real para el puesto, que se presuponía en todos los candidatos, sino su ascendencia como ciudadanos atenienses, su vida y su carácter, y (en el caso de algunos cargos que participan en la administración de grandes sumas), incluso la cuantía de sus bienes. 
El examen lo realizaba en público el arconte en presencia de la Boulé, y cualquier persona presente tenía derecho a plantear objeciones. Si esas objeciones se consideraban válidas, el candidato era rechazado, aunque podía apelar la decisión ante un tribunal, que tomaba conocimiento de la cuestión en forma judicial. Por otra parte, si era aceptado, cualquiera que pensase que sus méritos eran insuficientes tenía derecho a iniciar procedimientos judiciales contra él. Si la decisión era desfavorable, perdía su cargo y podía recibir un castigo si se le consideraba responsable de asumir de forma ilegal los derechos de un ciudadano. 
Ejemplos
- Un joven ciudadano que quisiera ser admitido entre los efebos, era examinado en una asamblea de su distrito (demo) para averiguar si descendía por ambas ramas de ciudadanos atenienses y si tenía la capacidad física para el servicio militar.
- Un orador en una reunión pública podría ser llevado ante un tribunal por cualquier ciudadano, porque nadie que no poseyese el pleno derecho de ciudadanía podía arengar legalmente a la población. La cuestión podría ser planteada si el orador era un átimos, uno de los castigados con la atimia.

## Fundamento filosófico
El pueblo no depura moralidad alguna con su participación en el proceso electoral, pues el concepto de democracia únicamente implica el juego de las mayorías frente a las minorías. La democracia es una mera cuestión de fuerza y, por tanto, de cantidad, no de calidad. El proceso electoral otorga el poder político, no la moralidad. En consecuencia, quien resulte elegido para el desempeño de un cargo público no por ello se convierte automáticamente en una persona buena y moralmente intachable, ya que puede ser una persona perversa, imprudente o negligente. Sobre todo cuando, como era el caso de la democracia ateniense, los cargos públicos eran seleccionados mediante sorteo.